# 100 mètres féminin aux Jeux olympiques d'été de 2016 (athlétisme)
Pour un article plus général, voir Athlétisme aux Jeux olympiques d'été de 2016.
Navigation
Londres 2012 Tokyo 2020
L'épreuve du 100 mètres féminin aux Jeux olympiques de 2016 se déroule les 12 et 13 août 2016 au Stade olympique de Rio de Janeiro, au Brésil. Elle est remportée par la Jamaïcaine Elaine Thompson en 10 s 71.

## Faits marquants
La sprinteuse la plus titrée de l'époque, la Jamaïcaine Shelly-Ann Fraser-Pryce, double championne olympique et triple championne du monde, souffrait d'une blessure à un orteil. Elle avait cependant fini deuxième des sélections olympiques jamaïcaines en 10 s 93, loin derrière Elaine Thompson en 10 s 70, qui était la favorite.
Fraser-Pryce remporte sa série en 10 s 96, puis sa demi-finale en 10 s 88, de même que Thompson et l'Américaine Tori Bowie. Pour la première fois dans un grand championnat, les huit qualifiées ont couru en moins de 11 s, la première éliminée étant Tianna Bartoletta en 11 s 00.
En finale, malgré un temps de réaction moyen, Thompson  est en tête après 20 m, suivie de Fraser-Pryce et de l'Ivoirienne Marie-Josée Ta Lou. Elle l'emporte en 10 s 71, avec 12/100es d'avance sur Bowie, qui arrache l'argent dans les dix derniers mètres, Fraser-Pryce prenant la troisième place en 10 s 86 face à Ta Lou, créditée du même temps mais départagée aux millièmes.

## Résultats

### Finale
Vent : + 0,5 m/s
| Rang               | Couloir | Athlète                 | Pays              | Réaction       | Result  | Notes |
| ------------------ | ------- | ----------------------- | ----------------- | -------------- | ------- | ----- |
| Médaille d'or      | 4       | Elaine Thompson         | Jamaïque          | 0 s 157        | 10 s 71 |       |
| Médaille d'argent  | 5       | Tori Bowie              | États-Unis        | 0 s 112        | 10 s 83 |       |
| Médaille de bronze | 6       | Shelly-Ann Fraser-Pryce | Jamaïque          | 0 s 138        | 10 s 86 | SB    |
| 4                  | 3       | Marie-Josée Ta Lou      | Côte d'Ivoire     | 0 s 136        | 10 s 86 | PB    |
| 5                  | 9       | Dafne Schippers         | Pays-Bas          | 0 s 134        | 10 s 90 |       |
| 6                  | 8       | Michelle-Lee Ahye       | Trinité-et-Tobago | 0 s 132        | 10 s 92 |       |
| 7                  | 7       | English Gardner         | États-Unis        | 0 s 148        | 10 s 94 |       |
| 8                  | 2       | Christania Williams     | Jamaïque          | 0 s 163        | 11 s 80 |       |
|                    |         |                         |                   | vent: +0,5 m/s |         |       |

### Demi-finales
Les deux premières de chaque série passent en finale, ainsi que les deux meilleurs temps. 

#### 1redemi-finale
| Rang | Couloir | Athlète             | Pays              | Réaction       | Result  | Notes |
| ---- | ------- | ------------------- | ----------------- | -------------- | ------- | ----- |
| 1    | 7       | Tori Bowie          | États-Unis        | 0 s 165        | 10 s 90 | Q     |
| 2    | 6       | Michelle-Lee Ahye   | Trinité-et-Tobago | 0 s 134        | 10 s 90 | Q, SB |
| 3    | 9       | Christania Williams | Jamaïque          | 0 s 166        | 10 s 96 | q, PB |
| 4    | 5       | Murielle Ahouré     | Côte d'Ivoire     | 0 s 156        | 11 s 01 |       |
| 5    | 3       | Ángela Tenorio      | Équateur          | 0 s 145        | 11 s 14 |       |
| 6    | 8       | Mujinga Kambundji   | Suisse            | 0 s 130        | 11 s 16 |       |
| 7    | 4       | Ewa Swoboda         | Pologne           | 0 s 155        | 11 s 18 |       |
| 8    | 2       | Olesya Povkh        | Ukraine           | 0 s 126        | 11 s 29 |       |
|      |         |                     |                   | vent: +1,0 m/s |         |       |

#### 2edemi-finale
| Rang | Couloir | Athlète                 | Pays          | Réaction       | Result  | Notes |
| ---- | ------- | ----------------------- | ------------- | -------------- | ------- | ----- |
| 1    | 5       | Shelly-Ann Fraser-Pryce | Jamaïque      | 0 s 151        | 10 s 88 | Q, SB |
| 2    | 4       | Dafne Schippers         | Pays-Bas      | 0 s 146        | 10 s 90 | Q     |
| 3    | 6       | Marie-Josée Ta Lou      | Côte d'Ivoire | 0 s 157        | 10 s 94 | q, PB |
| 4    | 7       | Tianna Bartoletta       | États-Unis    | 0 s 141        | 11 s 00 |       |
| 5    | 9       | Rosangela Santos        | Brésil        | 0 s 133        | 11 s 23 | SB    |
| 6    | 2       | Narcisa Landazuri       | Équateur      | 0 s 152        | 11 s 27 |       |
| 7    | 8       | Natalia Pohrebniak      | Ukraine       | 0 s 138        | 11 s 32 |       |
| 8    | 3       | Asha Philip             | Royaume-Uni   | 0 s 124        | 11 s 33 |       |
|      |         |                         |               | vent: +0,3 m/s |         |       |

#### 3edemi-finale
| Rang | Couloir | Athlète            | Pays              | Réaction       | Result  | Notes |
| ---- | ------- | ------------------ | ----------------- | -------------- | ------- | ----- |
| 1    | 4       | Elaine Thompson    | Jamaïque          | 0 s 156        | 10 s 88 | Q     |
| 2    | 7       | English Gardner    | États-Unis        | 0 s 158        | 10 s 90 | Q     |
| 3    | 6       | Blessing Okagbare  | Nigeria           | 0 s 155        | 11 s 09 |       |
| 4    | 5       | Desiree Henry      | Royaume-Uni       | 0 s 129        | 11 s 09 |       |
| 5    | 3       | Semoy Hackett      | Trinité-et-Tobago | 0 s 146        | 11 s 20 |       |
| 6    | 9       | Carina Horn        | Afrique du Sud    | 0 s 149        | 11 s 20 |       |
| 7    | 8       | Tatjana Pinto      | Allemagne         | 0 s 175        | 11 s 32 |       |
| –    | 2       | Ivet Lalova-Collio | Bulgarie          |                | DNS     |       |
|      |         |                    |                   | vent: +0,6 m/s |         |       |

### Séries
Les deux premières de chaque série et les 8 meilleurs temps se qualifient pour les demi-finales.

#### Série 1
vent: +0,3 m/s
| Rang | Couloir | Athlete              | Nation        | React   | Temps   | Notes |
| ---- | ------- | -------------------- | ------------- | ------- | ------- | ----- |
| 1    | 8       | Desiree Henry        | Royaume-Uni   | 0 s 126 | 11 s 08 | Q     |
| 2    | 6       | Murielle Ahoure      | Côte d'Ivoire | 0 s 159 | 11 s 17 | Q     |
| 3    | 9       | Natalia Pohrebniak   | Ukraine       | 0 s 130 | 11 s 30 | q     |
| 4    | 2       | Lorene Dorcas Bazolo | Portugal      | 0 s 142 | 11 s 43 |       |
| 5    | 3       | Wei Yongli           | Chine         | 0 s 154 | 11 s 48 |       |
| 6    | 5       | Hajar Alkhaldi       | Bahreïn       | 0 s 122 | 11 s 59 |       |
| 7    | 7       | Rima Kashafutdinova  | Kazakhstan    | 0 s 174 | 11 s 84 |       |
| 8    | 4       | Sisila Seavula       | Fidji         | 0 s 149 | 12 s 48 |       |

#### Série 2
vent: 0,0
| Rang | Couloir | Athlete               | Nation       | React   | Temps   | Notes |
| ---- | ------- | --------------------- | ------------ | ------- | ------- | ----- |
| 1    | 9       | Dafne Schippers       | Pays-Bas     | 0 s 143 | 11 s 16 | Q     |
| 2    | 5       | Tatjana Pinto         | Allemagne    | 0 s 164 | 11 s 31 | Q     |
| 3    | 6       | Khamica Bingham       | Canada       | 0 s 137 | 11 s 41 |       |
| 4    | 7       | Flings Owusu-Agyapong | Ghana        | 0 s 135 | 11 s 43 |       |
| 5    | 4       | Gloria Asumnu         | Nigeria      | 0 s 139 | 11 s 55 |       |
| 6    | 3       | Evelyn Rivera         | Colombie     | 0 s 161 | 11 s 59 |       |
| 7    | 8       | Brenessa Thompson     | Guyana       | 0 s 162 | 11 s 72 |       |
| 8    | 2       | Hafsatu Kamara        | Sierra Leone | 0 s 150 | 12 s 22 |       |

#### Série 3
vent: 0,0
| Rang | Couloir | Athlete                | Nation                    | React   | Temps   | Notes |
| ---- | ------- | ---------------------- | ------------------------- | ------- | ------- | ----- |
| 1    | 9       | Tori Bowie             | États-Unis                | 0 s 142 | 11 s 13 | Q     |
| 2    | 5       | Blessing Okagbare      | Nigeria                   | 0 s 154 | 11 s 16 | Q     |
| 3    | 8       | Angela Tenorio         | Équateur                  | 0 s 150 | 11 s 35 | q     |
| 4    | 4       | Ezinne Okparaebo       | Norvège                   | 0 s 141 | 11 s 43 |       |
| 5    | 6       | Eliecith Palacios      | Colombie                  | 0 s 172 | 11 s 48 |       |
| 6    | 3       | Tahesia Harrigan-Scott | Îles Vierges britanniques | 0 s 149 | 11 s 54 |       |
| 7    | 7       | Khrystyna Stuy         | Ukraine                   | 0 s 146 | 11 s 57 |       |
| 8    | 2       | Cecilia Bouele         | République du Congo       | 0 s 149 | 12 s 18 |       |

#### Série 4
vent:  -0,3	
| Rang | Couloir | Athlete                 | Nation        | React   | Temps   | Notes |
| ---- | ------- | ----------------------- | ------------- | ------- | ------- | ----- |
| 1    | 9       | Shelly-Ann Fraser-Pryce | Jamaïque      | 0 s 146 | 10 s 96 | Q     |
| 2    | 5       | Marie-Josée Ta Lou      | Côte d'Ivoire | 0 s 156 | 11 s 01 | Q     |
| 3    | 2       | Mujinga Kambundji       | Suisse        | 0 s 149 | 11 s 19 | q     |
| 4    | 8       | Narcisa Landazuri       | Équateur      | 0 s 117 | 11 s 38 | q     |
| 5    | 4       | Tynia Gaither           | Bahamas       | 0 s 154 | 11 s 56 |       |
| 6    | 7       | Ramona Papaioannou      | Chypre        | 0 s 140 | 11 s 61 |       |
| 7    | 6       | Ruddy Zang Milama       | Gabon         | 0 s 151 | 11 s 67 |       |
| 8    | 3       | Sunayna Wahi            | Suriname      | 0 s 117 | 12 s 25 |       |

#### Série 5
vent:  -0,7
| Rang | Couloir | Athlete            | Nation            | React   | Temps   | Notes |
| ---- | ------- | ------------------ | ----------------- | ------- | ------- | ----- |
| 1    | 9       | Tianna Bartoletta  | États-Unis        | 0 s 148 | 11 s 23 | Q     |
| 2    | 8       | Ewa Swoboda        | Pologne           | 0 s 149 | 11 s 24 | Q     |
| 3    | 6       | Olesya Povkh       | Ukraine           | 0 s 132 | 11 s 39 | q     |
| 4    | 5       | Kelly-Ann Baptiste | Trinité-et-Tobago | 0 s 141 | 11 s 42 |       |
| 5    | 2       | Jennifer Madu      | Nigeria           | 0 s 163 | 11 s 61 |       |
| 6    | 3       | Nigina Sharipova   | Ouzbékistan       | 0 s 135 | 11 s 68 |       |
| 7    | 4       | Dutee Chand        | Inde              | 0 s 151 | 11 s 69 |       |
| 8    | 7       | Patricia Taea      | Îles Cook         | 0 s 159 | 12 s 41 |       |

#### Série 6
vent: 0,0
| Rang | Couloir | Athlete                 | Nation            | React   | Temps   | Notes |
| ---- | ------- | ----------------------- | ----------------- | ------- | ------- | ----- |
| 1    | 5       | Michelle-Lee Ahye       | Trinité-et-Tobago | 0 s 153 | 11 s 00 | Q     |
| 2    | 7       | Christania Williams     | Jamaïque          | 0 s 170 | 11 s 27 | Q     |
| 3    | 4       | Asha Philip             | Royaume-Uni       | 0 s 120 | 11 s 34 | q     |
| 4    | 2       | Crystal Emmanuel        | Canada            | 0 s 162 | 11 s 43 |       |
| 5    | 6       | Viktoriya Zyabkina      | Kazakhstan        | 0 s 150 | 11 s 69 |       |
| 6    | 8       | Marika Popowicz-Drapala | Pologne           | 0 s 136 | 11 s 70 |       |
| 7    | 9       | Iman Essa Jasim         | Bahreïn           | 0 s 161 | 11 s 72 |       |
| 8    | 3       | Charlotte Wingfield     | Malte             | 0 s 138 | 11 s 90 |       |

#### Série 7
vent: -1.0	
| Rang | Couloir | Athlete          | Nation                    | React   | Temps   | Notes |
| ---- | ------- | ---------------- | ------------------------- | ------- | ------- | ----- |
| 1    | 9       | Elaine Thompson  | Jamaïque                  | 0 s 174 | 11 s 21 | Q     |
| 2    | 3       | Rosangela Santos | Brésil                    | 0 s 163 | 11 s 25 | Q     |
| 3    | 4       | Semoy Hackett    | Trinité-et-Tobago         | 0 s 138 | 11 s 35 | q     |
| 4    | 8       | Toea Wisil       | Papouasie-Nouvelle-Guinée | 0 s 142 | 11 s 48 |       |
| 5    | 2       | Olga Safronova   | Kazakhstan                | 0 s 148 | 11 s 50 |       |
| 6    | 6       | Alyssa Conley    | Afrique du Sud            | 0 s 143 | 11 s 57 |       |
| 7    | 5       | Melissa Breen    | Australie                 | 0 s 143 | 11 s 74 |       |
| 8    | 7       | Mazoon Al-Alawi  | Oman                      | 0 s 199 | 12 s 43 |       |

#### Série 8
vent:  -0,2	
| Rang | Couloir | Athlete                   | Nation         | React   | Temps   | Notes |
| ---- | ------- | ------------------------- | -------------- | ------- | ------- | ----- |
| 1    | 6       | English Gardner           | États-Unis     | 0 s 191 | 11 s 09 | Q     |
| 2    | 4       | Carina Horn               | Afrique du Sud | 0 s 158 | 11 s 32 | Q     |
| 3    | 2       | Ivet Lalova-Collio        | Bulgarie       | 0 s 125 | 11 s 35 | q     |
| 4    | 7       | Daryll Neita              | Royaume-Uni    | 0 s 169 | 11 s 41 |       |
| 5    | 3       | Rebekka Haase             | Allemagne      | 0 s 175 | 11 s 47 |       |
| 6    | 9       | Yuan Qiqi                 | Chine          | 0 s 143 | 11 s 56 |       |
| 7    | 5       | Franciela Krasucki        | Brésil         | 0 s 159 | 11 s 67 |       |
| 8    | 8       | Zaidatul Husniah Zulkifli | Malaisie       | 0 s 149 | 12 s 62 |       |

### Tours préliminaires
Les deux premières de chaque série se qualifient, ainsi que les deux meilleurs temps. 

#### Série 1
| Rang | Athlete        | Nation        | Réaction       | Temps   | Notes |
| ---- | -------------- | ------------- | -------------- | ------- | ----- |
| 1    | Hafsatu Kamara | Sierra Leone  | 0 s 148        | 12 s 24 | Q     |
| 2    | Sisila Seavula | Fidji         | 0 s 143        | 12 s 34 | Q     |
| 3    | Regine Tugade  | Guam          | 0 s 156        | 12 s 52 |       |
| 4    | Makoura Keita  | Guinée        | 0 s 150        | 12 s 66 | PB    |
| 5    | Shirin Akter   | Bangladesh    | 0 s 166        | 12 s 99 |       |
| 6    | Mariana Cress  | Îles Marshall | 0 s 206        | 13 s 20 |       |
| 7    | Liliana Neto   | Angola        | 0 s 136        | 13 s 58 |       |
| 8    | Kamia Yousufi  | Afghanistan   | 0 s 216        | 14 s 02 | NR    |
|      |                |               | vent: +0,9 m/s |         |       |

#### Série 2
| Rang | Athlete             | Nation                      | Réaction       | Temps   | Notes |
| ---- | ------------------- | --------------------------- | -------------- | ------- | ----- |
| 1    | Sunayna Wahi        | Suriname                    | 0 s 172        | 12 s 09 | Q     |
| 2    | Patricia Taea       | Îles Cook                   | 0 s 160        | 12 s 30 | Q     |
| 3    | Mazoon Al-alawi     | Oman                        | 0 s 161        | 12 s 30 | q     |
| 4    | Lidiane Lopes       | Cap-Vert                    | 0 s 154        | 12 s 38 | NR    |
| 5    | Phumlile Ndzinisa   | Swaziland                   | 0 s 137        | 12 s 49 |       |
| 6    | Taina Halasima      | Tonga                       | 0 s 199        | 12 s 80 |       |
| 7    | Laenly Phoutthavong | Laos                        | 0 s 186        | 12 s 82 | PB    |
| 8    | Lerissa Henry       | États fédérés de Micronésie | 0 s 163        | 13 s 53 |       |
|      |                     |                             | vent: −0,2 m/s |         |       |

#### Série 3
| Rang | Athlete                   | Nation              | Réaction       | Temps   | Notes |
| ---- | ------------------------- | ------------------- | -------------- | ------- | ----- |
| 1    | Charlotte Wingfield       | Malte               | 0 s 144        | 11 s 86 | Q     |
| 2    | Cecilia Bouele            | République du Congo | 0 s 165        | 11 s 98 | Q     |
| 3    | Zaidatul Husniah Zulkifli | Malaisie            | 0 s 151        | 12 s 12 | q     |
| 4    | Prenam Pesse              | Togo                | 0 s 189        | 12 s 38 |       |
| 5    | Denika Kassim             | Comores             | 0 s 192        | 12 s 53 |       |
| 6    | Jordan Mageo              | Samoa américaines   | 0 s 173        | 13 s 72 |       |
| 7    | Kariman Abuljadayel       | Arabie saoudite     | 0 s 205        | 14 s 61 | NR    |
| 8    | Karitaake Tewaaki         | Kiribati            | 0 s 185        | 14 s 70 |       |
|      |                           |                     | vent: −0,2 m/s |         |       |

## Légende
Records et Performances
- AR : Record continental (area record)
- CR : Record des championnats (championship record)
- MR : Record du meeting (meet record)
- NR : Record national (national record)
- OR : Record olympique (olympic record)
- PR : Record paralympique (paralympic record)
- PB : Record personnel (personal best)
- SB : Meilleure performance personnelle de la saison (season's best)
- WL : Meilleure performance mondiale de l'année (world leader)
- WJR : Record du monde junior (world junior record)
- WR : Record du monde (world record)

Circonstances et Conditions
- DNF : N'a pas terminé (did not finish)
- DNS : N'a pas pris le départ (did not start)
- DQ : Disqualification (disqualification)
- NM : Aucun essai valable enregistré (No Mark)
- Q : Qualifié « directement » au prochain tour (ou à la prochaine compétition), lors d'une compétition majeure, grâce au classement ou à la réalisation des minima (automatic qualifier)
- q : Qualifié au prochain tour (ou à la prochaine compétition), lors d'une compétition majeure, grâce au repêchage ou à la réalisation de l'une des meilleures performances parmi celles des « non qualifiés directement » (grâce au meilleur temps ou à la meilleure distance par exemple) (secondary qualifier)